# ملاتونین (دارو/مکمل)
ملاتونین یک مکمل غذایی و دارو و همچنین هورمون طبیعی است. ملاتونین طبیعی به‌عنوان یک هورمون توسط غده پینه‌آل ترشح می‌شود و در چرخه خواب و بیداری نقش دارد. این ماده به‌عنوان یک مکمل، اغلب برای درمان کوتاه‌مدت بی‌خوابی، مانند پرواززدگی یا شیفت کاری استفاده می‌شود و معمولاً به‌صورت خوراکی مصرف می‌شود. با این‌حال، شواهدی مبنی بر سودمندی آن برای این استفاده، قوی نیست. یک بررسی در سال ۲۰۱۷ نشان داد که آغاز خواب با استفاده از آن شش دقیقه سریع‌تر رخ می‌دهد، اما هیچ تغییری در کل زمان خواب مشاهده نشد. نوعی ملاتونین با رهش طولانی‌مدت نیز برای استفاده به‌عنوان دارو در اروپا برای درمان بی‌خوابی در افراد خاص تأیید شده‌است.
اثرات جانبی مکمل‌های ملاتونین در دوزهای پایین برای مدت‌های کوتاه، حداقل است (در مطالعاتی که به‌طور مساوی برای ملاتونین و دارونما گزارش شده‌است). اثرات جانبی ملاتونین نادر است اما ممکن است در ۱ تا ۱۰ بیمار از ۱۰۰۰ بیمار رخ دهد. این اثرات ممکن است شامل خواب‌آلودگی، سردرد، حالت تهوع، اسهال، رؤیاهای غیرطبیعی، تحریک‌پذیری، عصبی بودن، بی‌قراری، بی‌خوابی، اضطراب، میگرن، بی‌حالی، بیش‌فعالی روانی حرکتی، سرگیجه، فشار خون بالا، درد شکم، سوزش سر دل، درد شکم، درماتیت، تعریق شبانه، خارش، بثورات پوستی، خشکی پوست، درد در اندام‌ها، علائم یائسگی، درد قفسه سینه، گلیکوزوری (قند در ادرار)، پروتئینوری (پروتئین در ادرار)، تست‌های غیرطبیعی عملکرد کبد، افزایش وزن، خستگی، نوسانات خلقی، پرخاشگری و احساس خماری باشد. مصرف آن در دوران بارداری یا شیردهی یا برای مبتلایان به بیماری‌های کبدی توصیه نمی‌شود.
ملاتونین با رهش فوری نیمه‌عمر حذفی کوتاهی در حدود ۲۰ تا ۵۰ دقیقه دارد. ملاتونین طولانی رهش که به عنوان دارو استفاده می‌شود نیمه‌عمری بین ۳٫۵ تا ۴ ساعت دارد.
ملاتونین در سال ۱۹۵۸ کشف شد. در کانادا و ایالات متحده بدون نسخه فروخته می‌شود. در بریتانیا، این دارو فقط با نسخه است. در استرالیا و اتحادیهٔ اروپا، برای مشکلات خواب در افراد بالای ۵۴ سال تأیید شده‌است. ملاتونین در اتحادیهٔ اروپا برای درمان بی‌خوابی در کودکان و نوجوانان توصیه شده‌است. سازمان غذا و داروی ایالات متحده ملاتونین را به‌عنوان یک مکمل غذایی در نظر می‌گیرد و به همین دلیل آن را برای هیچ‌گونه «استفادهٔ درمانی» تأیید نکرده‌است. اما در سال ۲۰۰۷ برای استفادهٔ درمانی در اتحادیهٔ اروپا تأیید شد. علاوه بر ملاتونین، برخی از آگونیست‌های گیرندهٔ ملاتونین مصنوعی مانند راملتون، تاسیملتئون و آگوملاتین نیز در پزشکی استفاده می‌شوند. در سال ۲۰۱۹، این دارو با بیش از ۲ میلیون نسخه، دویست و هشتمین داروی رایج تجویز شده در ایالات متحده بود.

## کاربردهای درمانی

### بی‌خوابی
در اتحادیهٔ اروپا، ملاتونین طولانی‌رهش (سیرکادین) برای درمان بی‌خوابی در کودکان و نوجوانان ۲ تا ۱۸ ساله مبتلا به اختلال طیف اوتیسم و سندرم اسمیت-مگنیس، که اقدامات بهداشتی خواب در آن‌ها کافی نبوده‌است، اندیکاسیون داشته‌است. برخی از مطالعات نشان داده‌اند که ملاتونین مدت زمان شروع خواب را کاهش می‌دهد و مدت خواب را در کودکان مبتلا به اختلالات عصبی تکوینی افزایش می‌دهد. همچنین برای درمان کوتاه‌مدت بی‌خوابی اولیه که با کیفیت پایین خواب در افراد بالای ۵۵ سال مشخص می‌شود، اندیکاسیون داشته‌است. در نظر گرفته می‌شود که این دارو یک داروی خط اول برای درمان کوتاه‌مدت بی‌خوابی در افراد ۵۵ سال یا بالاتر است.

### اختلالات ریتم شبانه‌روزی خواب
ملاتونین ممکن است در درمان سندرم فاز خواب تأخیری مفید باشد.
ملاتونین برای کاهش پرواززدگی اثربخش شناخته شده‌است. با این‌حال، اگر در زمان درست مصرف نشود، می‌تواند انطباق خواب را به تأخیر بیندازد.
به نظر می‌رسد ملاتونین در برابر مشکلات خواب افرادی که نوبت‌کاری می‌کنند اثربخشی محدودی دارد. شواهد آزمایشی نشان می‌دهد که ملاتونین مدت زمانی که افراد می‌توانند بخوابند را افزایش می‌دهد.

### اختلال رفتاری حرکت سریع چشم در خواب
ملاتونین جایگزین ایمن‌تری نسبت به کلونازپام در درمان اختلال رفتاری حرکت سریع چشم در خواب است. وضعیتی که با سینوکلئینوپاتی‌هایی مانند بیماری پارکینسون و زوال عقل با اجسام لوی مرتبط است. با این‌حال، کلونازپام ممکن است مؤثرتر باشد. در هر صورت، کیفیت شواهد برای هر دو درمان، بسیار پایین است و مشخص نیست که آیا هر دو به‌طور قطع مؤثر هستند یا خیر.

### زوال عقل
بررسی کاکرین در سال ۲۰۲۰ هیچ مدرکی مبنی بر سودمندی ملاتونین برای درمان مشکلات خواب در افراد مبتلا به زوال عقل متوسط تا شدید ناشی از بیماری آلزایمر پیدا نکرد. یک بررسی در سال ۲۰۱۹ نشان داد که در حالی‌که ملاتونین ممکن است خواب را با حداقل اختلال شناختی بهبود بخشد، پس از شروع بیماری آلزایمر تأثیر کمی دارد یا هیچ تأثیری ندارد. با این‌حال، ملاتونین ممکن است به «غروب ذهنی آفتاب» (افزایش گیجی و بی‌قراری در شب) در افراد مبتلا به زوال عقل کمک کند.

### اَشکال دارویی

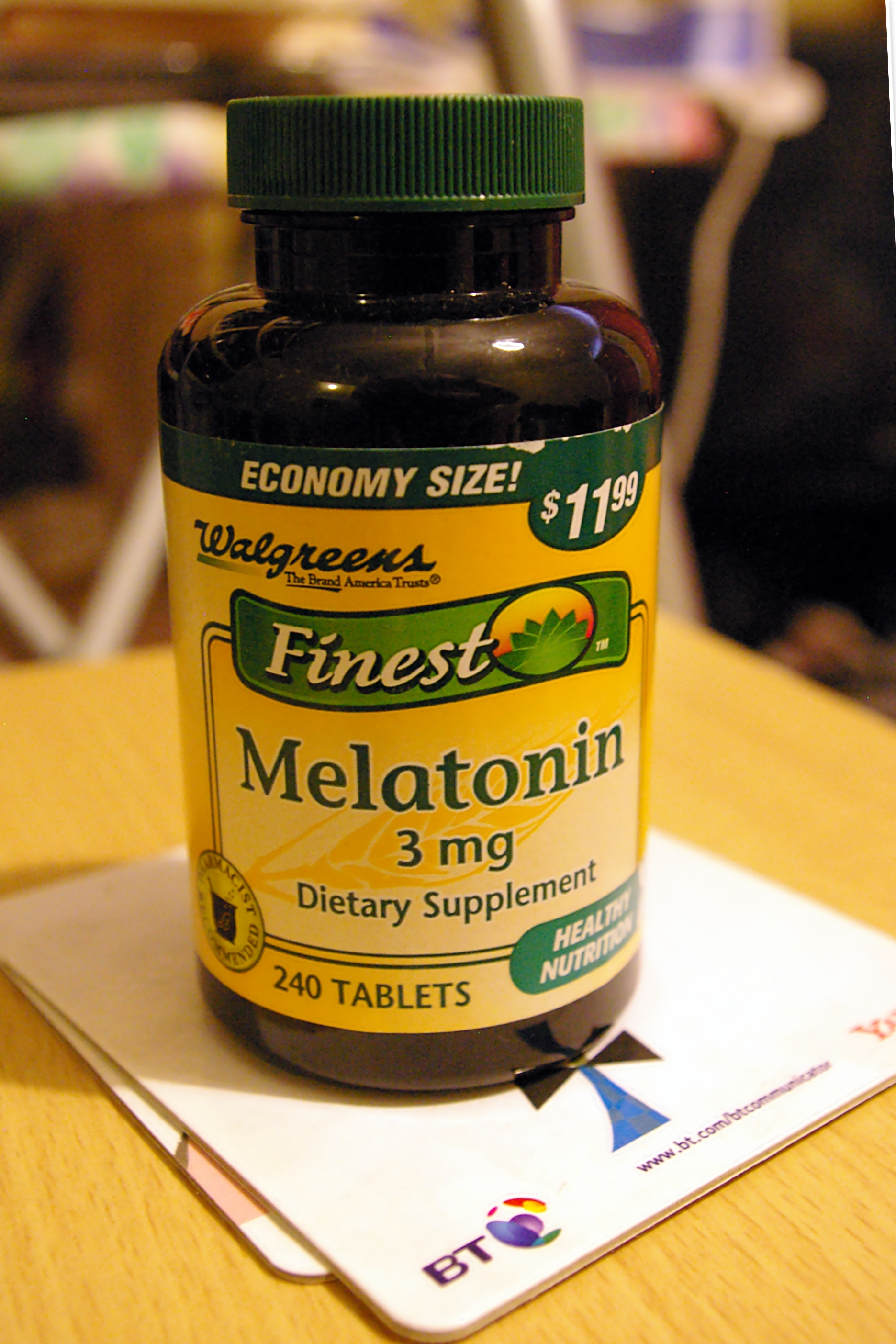
یک بطری قرص ملاتونین. ملاتونین با رهش زمان‌بندی‌شده و به‌صورت مایع نیز موجود است.

رهش طولانی‌مدت ۲ میلی‌گرمی خوراکی ملاتونین که با نام تجاری ""سیرکادین"" فروخته می‌شود، برای استفاده در اتحادیه اروپا در درمان کوتاه‌مدت بی‌خوابی در افراد ۵۵ سال و بالاتر تأیید شده‌است.
ملاتونین همچنین به‌عنوان یک مکمل غذایی بدون نسخه در بسیاری از کشورها موجود است. این ماده به دو شکل رهش فوری و نوع کمتر رایج رهش طولانی‌مدت موجود است. این ترکیب در مکمل‌ها در دوزهای مختلف از ۰٫۳ میلی‌گرم تا بیش از ۱۰ میلی‌گرم یا بیشتر موجود است. خرید پودر ملاتونین خام نیز امکان‌پذیر است. فرمولاسیون ملاتونین با رهش فوری باعث می‌شود سطح ملاتونین خون ظرف حدود یک ساعت به اوج خود برسد. این هورمون ممکن است به‌صورت خوراکی، به‌صورت کپسول، جویدنی، قرص یا مایع تجویز شود. همچنین برای استفادهٔ زیرزبانی یا به‌عنوان چسب‌های ترانس‌درمال در دسترس است.

## موارد منع مصرف
موارد منع مصرف ملاتونین شامل واکنش‌های بیش‌حساسیت و برخی موارد دیگر است. در افراد مبتلا به بیماری‌های خودایمنی به‌دلیل کمبود بررسی‌های پژوهشی در این افراد توصیه نمی‌شود. ملاتونین دارویی با رهش طولانی‌مدت (سیرکادین) حاوی لاکتوز است و نباید در افراد مبتلا به عدم تحمل لاکتوز یا سوءجذب گلوکز-گالاکتوز استفاده شود. همچنین استفاده از ملاتونین در زنان باردار یا شیرده یا در افراد مبتلا به بیماری کبد توصیه نمی‌شود.

## تداخلات دارویی
ملاتونین عمدتاً توسط آنزیم‌های CYP1A متابولیزه می‌شود. به این ترتیب، مهارکننده‌ها و محرک‌های آنزیم‌های CYP1A، مانند CYP1A2، می‌توانند متابولیسم ملاتونین و اثربخشی آن را تغییر دهند. برای مثال، فلووکسامین مهارکنندهٔ CYP1A2 و CYP2C19 سطوح اوج ملاتونین را ۱۲ برابر و اثربخشی کلی را تا ۱۷ برابر افزایش می‌دهد و باید از مصرف این ترکیب اجتناب شود. القاکننده‌های CYP1A2 مانند سیگار کشیدن، کاربامازپین و ریفامپیسین ممکن است به‌دلیل القای CYP1A2، اثربخشی ملاتونین را کاهش دهند.
در افرادی که وارفارین مصرف می‌کنند، برخی شواهد نشان می‌دهد که ممکن است یک تداخل تقویت کننده وجود داشته باشد که باعث افزایش اثر ضد انعقادی وارفارین و خطر خونریزی می‌شود.

## پژوهش‌ها

#### افسردگی
برخی پژوهش‌ها از اثر ضدافسردگی ملاتونین حمایت می‌کنند.

#### اختلال دو قطبی
ملاتونین، همراه با راملتئون، به‌عنوان یک درمان کمکی احتمالی برای دوره‌های شیدایی در اختلال دوقطبی مورد استفاده قرار گرفته‌است. با این حال، شواهد درمانی آن تا کنون به نحوی ناسازگار بوده و مورد توجه محدودی قرار گرفته‌است، اگرچه نمونه‌های کمی از کارآزمایی‌ها اجازه نمی‌دهند که اثر مفید آن رد شود. در هر صورت، شواهد فعلی، استفاده از آگونیست‌های گیرنده ملاتونین را برای شیدایی تأیید نمی‌کنند.

#### اضطراب
ملاتونین در مقایسه با دارونما برای کاهش اضطراب پیش از جراحی در بزرگسالان زمانی که به‌عنوان پیش‌دارو تجویز می‌شود، مؤثر است و ممکن است به اندازهٔ درمان استاندارد با بنزودیازپین در کاهش اضطراب پیش از جراحی مؤثر باشد. ملاتونین همچنین ممکن است در مقایسه با دارونما، اضطراب پس از جراحی را کاهش دهد (که ۶ ساعت پس از جراحی اندازه‌گیری می‌شود).

### سردرد
شواهد آزمایشی نشان می‌دهد ملاتونین ممکن است به کاهش برخی از انواع سردرد از جمله سردردهای خوشه‌ای و هیپنیک کمک کند.

### سرطان
تصور می‌شود که ملاتونین بسیاری از جنبه‌های مختلف رشد تومور، از جمله رگ‌زایی، رشد تومور و متاستاز را هدف قرار می‌دهد.

### محافظت در برابر پرتو
مطالعات حیوانی و انسانی نشان داده‌اند که ملاتونین در برابر آسیب سلولی ناشی از پرتو محافظت می‌کند. ملاتونین و متابولیت‌های آن از جانداران در برابر استرس اکسیداتیو، محافظت می‌کنند. برآورد می‌شود که نزدیک به ۷۰ درصد از آسیب‌های زیستی ناشی از پرتوهای یونیزان به ایجاد رادیکال‌های آزاد، به‌ویژه رادیکال هیدروکسیل که به دی‌ان‌ای، پروتئین‌ها و غشای سلولی حمله می‌کند، نسبت داده شود. ملاتونین به‌عنوان یک آنتی‌اکسیدان محافظ، به‌راحتی در دسترس است و به‌شکل خوراکی تجویز می‌شود که بدون اثرات جانبی عمدهٔ شناخته‌شده‌است.

### صرع
یک بررسی در سال ۲۰۱۶ هیچ نقش مفیدی از ملاتونین در کاهش دفعات تشنج یا بهبود کیفیت زندگی در افراد مبتلا به صرع پیدا نکرد.

### قاعدگی دردناک
یک بررسی در سال ۲۰۱۶ هیچ شواهد قوی از اثربخشی ملاتونین را در مقایسه با دارونما برای بهبود قاعدگی دردناک ثانویه همراه اندومتریوز نشان نداد.

### دلیریوم
یک بررسی در سال ۲۰۱۶ هیچ شواهد روشنی از ملاتونین برای کاهش بروز دلیریوم نشان نداد.

### بیماری ریفلاکس معده به مری
یک بررسی در سال ۲۰۱۱ بیان کرد که ملاتونین در تسکین درد اپی گاستر و سوزش سر دل مؤثر است.

### وزوز گوش
مروری بر مطالعات مربوط به ملاتونین در وزوز گوش در سال ۲۰۱۵ نشان داد که کیفیت شواهد اثربخشی آن پایین است، اما کاملاً هم بی‌اثر نیست.